# شیرتپه
شیرتپه، از روستاهای بخش مرکزی شهرستان سرخس است و در ۴۷ کیلومتری جنوب شهر سرخس و حاشیه غرب رودخانه تجن واقع است و ارتفاع آن از سطح دریا ۳۹۰ متر و آب و هوای آن معتدل و خشک کوهستانی است. بر اساس سرشماری سال ۱۳۸۵ جمعیت آن ۶۲۴ خانوار و ۲۸۰۵ نفر
است.

## تاریخچه
در نزدیکی شیرتپه تپه‌های خاک عظیم باستانی وجود دارد که دلالت بر وجود آبادی قدیمی دارد.
یاقوت در کتاب معجم البلدان، از این روستا به نام شیرز یاد می‌کند.«از دهات سرخس و شبیه شهر است و بین آن و سرخس دو روز راه با شتر در مسیر هرات می‌باشد و در شیرز بازاری است و مردمی بسیار و مسجد بزرگی در آن و آب آشامیدنی از آب گوارای چاهاست.»
در گزارش سرخس سال ۱۳۱۱ هجری قمری  در باره شیرتپه چنین آمده‌است:«سه فرسخ از پل خاتون به طرف سرخس، موضع شیرتپه‌است. ۲۰۰ خانوار بربری در این محل ساکن و مشغول زراعت هستند. معلوم می‌شود در جلگه شیرتپه بلوکی بوده مشتمل بر چند آبادی... پارچه‌های آسیاب فلزی و ظروف چینی و آجرهای بسیار بزرگ در خرابه‌های محل، به مقدارزیاد یافت می‌شود.»

## مردم‌شناسی
قدمت شیرتپه کنونی حدوداً ۱۳۰ سال است و مردم آن سیستانی و از طوایف  قوچی . اردونی.ناروئی. دلارامی.زین الدین . طاهری .اصغری.سهرابی.لایقی زاده و گدایی و جوین می‌باشند. ساکنین این روستا به شغل کشاورزی و دامداری مشغول هستند.